# Аденохипофиза
Аденохипофизата представлява предния дял на хипофизната жлеза. Тя съставлява 3/4 от жлезата и произлиза от изтлачване на епитела на назофаринкса (наречено джобче на Rathke). На аденохипофизата се различават 3 части: предна, горна и задна. Аденохипофизата е изградена от повлекла на епителни клетки, разделени чрез ретикуларна съединителна тъкан. Наблюдават се и широки кеъвоносни съдове - синусоиди, които са свързани с кръвоносните съдове на хипоталамуса. Жлезистите клетки съдържат секреторни гранули (хормони), които могат да се идентифицират имунохистохимично. Различаваме ацидофилни, базофилни и хромофилни клетки. 
Тя, както и другите ендокринни жлези, секретира хормони. Хормоните на аденохипофизата са няколко на брой:
- Соматотропен хормон, стимулиращ растежа на тялото. Ефектът му се изразява в повишаване обмяната на веществата в клетките и особено на белтъчния синтез.
- Тиреотропен хормон, стимулиращ секрецията на щитовидната жлеза.
- Пролактин, регулиращ секрецията на млечните жлези.
- Фоликулостимулиращ хормон, стимулиращ образуването на яйцеклетки при жената и на сперматозоиди при мъжа.
- Лутеинизиращ хормон, подтикващ овулацията и образуването на жълтото тяло.
- Адренокортикотропен хормон, стимулиращ надбъбречната жлеза.